# Зубченко Галина Олександрівна
Галина Олександрівна Зубченко (19 липня 1929, Київ — 4 серпня 2000, Київ) — українська художниця, громадська діячка, одна з засновниць Клубу творчої молоді Києва.

## Життєпис

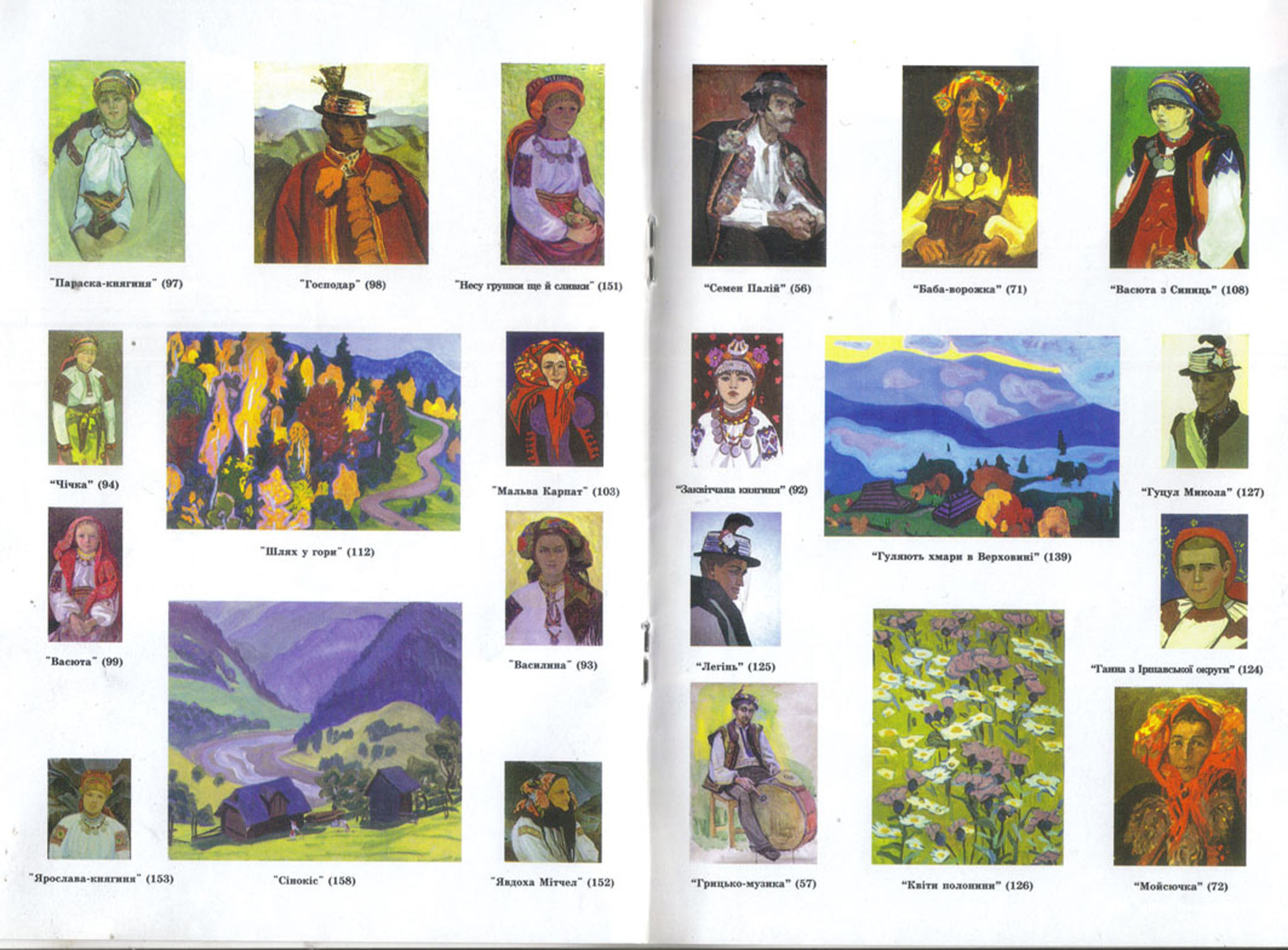
Каталог-превю

Народилася в Києві 1929 року в родині вчених. Батько, Олександр Авксентійович Зубченко, кандидат сільськогосподарських наук, автор наукових праць. Мати, Анна Андріївна Скрипчинська, наукова співробітниця Академії наук України.
У 1944–1949 роках навчалася в Республіканській художній школі імені Тараса Шевченка в художника-педагога Володимира Івановича Бондаренка. 1954 року вступила до Київського державного художнього інституту, де навчалася в майстерні професора Олексія Олексійовича Шовкуненка. З 1956 року почала виїздити на канікули в Карпати. Темою дипломної роботи обрала «Гуцульське весілля». Після закінчення Інституту (1959 рік) продовжувала щоліта подорожувати Карпатами до 1963 року.
У 1962–1964 роках була серед засновників образотворчої секції Клубу творчої молоді Києва. З 1962 року присвятила себе відродженню українського монументального мистецтва. Була членкинею бюро, секретаркою монументальної секції Київської спілки художників.
В 1964 Алла Горська в співавторстві з Опанасом Заливахою, Галиною Севрук, Людмилою Семикіною та Галиною Зубченко створили у вестибюлі Червоного корпусу Київського національного університету вітраж «Шевченко. Мати». Створена після цього комісія кваліфікувала його як ідейно ворожий, тому вітраж був знищений адміністрацією університету.
У 1965 Зубченко, як працівниця Академії архітектури, отримала замовлення прикрасити середню школу № 5 у Донецьку. До роботи над ескізами приєдналася Алла Горська. Обсяг роботи був значним: фасадна центральна композиція займала більше 130 кв.м, а вісім бічних — від 10 до 15 м² кожна. Працюючи над ескізами, авторки консультувалися з Григорієм Синицею, який потім приєднався до проєкту і став його керівником. Над проєктом в Донецьку, крім Григорія Синиці і Галини Зубченко, працювали Алла Горська, Віктор Зарецький, Олександр Коровай, Геннадій Марченко, Надія Світлична, Василь Парахін.

Галина Зубченко і Григорій Пришедько. Панно «Рух» (1969), спорткомплекс «Наука»

З 1965 року Галина Зубченко — членкиня Спілки художників України.
В 1967 році одружилася з живописцем Григорієм Пришедько, з яким протягом 10 років працювала над монументальним оформленням споруд у Маріуполі і Києві (зокрема, інститутів Академії наук України). Після смерті чоловіка (1978) продовжувала працювати в монументальному мистецтві.
За цей час створила мозаїчні панно «Квітуча Україна» (місто Жданов (нині — Маріуполь), 1967), «Рух» (Палац спорту АН УРСР у Святошині, Київ, 1969), «Перемога» (Інститут онкології, Київ, 1971), «Ковалі сучасності» (Інститут ядерних досліджень, Київ, 1974), «Майстри часу» (Інститут кібернетики, Київ, 1975), «Тріумф кібернетиків» (Інститут кібернетики, Київ, 1977).
У 1981 році виконала вітражі «Весна, літо, осінь» для Інституту урології в Києві, мозаїчні панно для санаторію «Діброва» в Желєзноводську: «Легенда про Нарти», «Казки та легенди Північного Кавказу», «Веселе сонечко» і просторово-рельєфна композиція «Водограй».
Всі наявні ескізи і картони мозаїк були в 2010 році передані в Музей шістдесятництва в Києві.
З 1988 по 1991 рік виїздила в Карпати з донькою Ярославою.
Протягом 80–90-х створила багато полотен на християнську тематику — «Сила Духу», «Почаївська Божа Матір», пейзажі Києво-Печерської Лаври. Написала цікаві центральноукраїнські пейзажі, наприклад, «Ранок над Россю».
Зубченко створила окремий цикл Кримських акварелей протягом 1997–1999-х років. У 1999 році на запрошення посольства Хорватії в Україні була в Хорватії, Загреб, з персональною виставкою.
Брала участь у всесоюзних та республіканських виставках. Мала п'ять персональних виставок. Авторські твори Зубченко увійшли до збірок Коломийського музею народного мистецтва Гуцульщини, Маріупольської картинної галереї ім. Куїнджі, Кіровоградського художнього музею, Сімферопольського художнього музею , Севастопольської картинної галереї, Музею Івана Гончара, а також мистецьких галерей і приватних колекцій США, Канади, Аргентини, Японії, Австралії, Тайваню, Німеччини, Хорватії…
Померла у Києві 4 серпня 2000 року.

## Художня діяльність
Гори завжди уявляються нам чимось недосяжним, незвіданим і таємничим. Недарма вершини гір у багатьох народів світу стали символом величі людського духу: вони кличуть до себе відважних шукачів, спраглих таїни. І особливо тонко поклик гір відчувають художники.

Картини Галини Зубченко

Мистецько-духовне сходження Галини Зубченко відбувалося в українських Карпатах, краю дивовижних казкових гір і бурхливих річок, у якому все дихає праісторією українських горян. Перша зустріч Галини з горами була сповнена вражень і незвіданих досі відчуттів. Дивовижний край одразу полонив душу й серце художниці, і цю любов вона пронесла через все своє життя, створивши великий малярський цикл «Українські Карпати».
Галина Зубченко, корінна киянка, зростала в міському середовищі. Дитинство провела на Великій Житомирській, у вихорі столичного життя. У пам'яті закарбувалися контрасти того часу: шеренги «святкових» демонстрацій і безкінечні ряди матерів з опухлими від голоду дітьми; нищення національних святинь і засилля бездушної більшовицької культури; заборона рідної мови і панування «общедоступного великорусского язика»; помпези соцреалізму, мракобісся 30-х… Донині перед очима художниці сталінські репресії, адже одного її діда, священника Андрія Скрипчинського, було заарештовано, а другого, Аксентія Зубченка, господаря-землероба, розкуркулено. На її очах зруйновано духовний оберіг Києва — Михайлівський золотоверхий собор, натомість зведено потворні архітектурні форми. Блукаючи руїнами історичних пам'яток, Зубченко інтуїтивно відчувала подих славного минулого; її душу огортав глибинний біль, адже то були рани на тілі рідної України. Так іще дитиною вона пізнала життєві протиріччя: тисячолітню велич минувшини й суцільну фальш того часу.
Значний вплив на формування Зубченко мали її батьки, котрі добре знали і шанували українське мистецтво, хоч і не були професійно з ним пов'язані, а також коло їх друзів. Тато був високоосвіченою людиною, гарно малював, вчився деякий час у Василя Кричевського, полюбляв бойчукістів. Добрим приятелем родини Зубченків був художник-бойчукіст Охрім Кравченко. До війни він часто навідував їхню хату, навчав Галину малюванню: «Він вчив мене мислити узагальнено, але я тоді ще не розуміла цього. Мене цікавила натура, вона ще довго сиділа в мені». Продовжила мистецьке навчання Галина в художній студії при Палаці дитячої творчості у Єлизавети Піскорської, учениці Федора Кричевського та Михайла Бойчука. Згодом, коли вона працюватиме в декоративному стилі, ця наука стане їй у пригоді.

### Початок шляху
Упродовж 1944–1949 року Галина навчається в Республіканській художній школі імені Тараса  Григоровича Шевченка, де їй пощастило студіювати рисунок та живопис ще в одного учня Федора Кричевського — Володимира Бондаренка, прекрасного художника й педагога, котрий для своїх вихованців був справжнім духовним батьком. Він влаштовував для дітей цікаві лекції-екскурсії, розповідав про заборонених на той час художників, вивозив їх на етюди за місто, на розливи Дніпра, організовував шевченківські вечори. Середовище, в якому виростала Галина, формувало її самосвідомість: «Я була скритною зовні, але мала внутрішню силу вкраїнського». Далі було навчання в Київському державному художньому інституті, де доля дарує Галині зустріч із ще одним чудовим художником-педагогом Олексієм Шовкуненком, в майстерні якого вона здобуває професійного малярського вишколу.

Однак навчання в інституті не було легким для Зубченко. Вже перша її студентська робота «Скидають Перуна» викликала хвилю космополітичного обурення серед викладачів. :
|  | «Мені поставили „двійку“, а я не могла второпати за що?» дивувалася Галина. Вже згодом викладач кафедри марксизму-ленінізму пояснив їй, що вона «ідеологічно невірно висвітлила подію», і що студентці не слід братися за такі теми. Не легше було Г. Зубченко і по закінченню навчання. «Приймали мене в інститут били, і випускали били….». |

І от улітку 1956 року Зубченко вперше приїздить у Карпати (на Лемківщину) на студентську практику. Тут вона відкриває для себе світ, сповнений краси й гармонії, у якому люди живуть за законами природи: вирощують льон, тчуть полотно, вишивають, майструють… В умовах географічної ізольованості, в єдності з природою сформувався самобутній світ горян із його легендами, міфами, піснями й танцями. Їх нескорений дух виявився у різнобарв'ї місцевих звичаїв та обрядів, у творах народного мистецтва.
Саме тут віднаходить художниця те, чого так довго прагнула її мистецька душа:
|  | «Карпати мій внутрішньо вимріяний світ. З дитинства я жила неначе в двох вимірах: у давньому, за часів Київської Русі, і в сьогоденні. Мене притягувало те давнє минуле, та в Києві я його, на жаль, не знаходила. А тут, у цих горах, я відчула дух древнього Києва: в побуті, одязі, навіть у самих словах у всьому проявлялася наша історія».. |

Радості Галини не було меж: вона жила серед природи, ночувала в колибах, спілкувалася з горянами, входила в атмосферу дивовижного, але рідного їй життя. Малювала все, що потрапляло в поле її спостережливого зору: збирання льону, збивання масла, роботу вишивальниць, гру музик; замальовувала типажі мешканців та краєвиди села Либохора… Свіжістю вражень сповнені олійні етюди на картоні «В місячну ніч», «Сільська вулиця», «На подвір'ї», «Ритми стріх», «Згрібання отави», «Похорон лемка» та інші.
Це був період навчання. Як зізнається сама мисткиня, то було швидше емоційне захоплення, прагнення душі передати враження від побаченого, аніж раціональний пошук форм і композицій. Перед нею не стояло питання, як це зробити, якими засобами вона швидше уболівала за «достовірність» переданих відчуттів, їх автентичність, правдивість. Вона вивчала нове для неї життя, відчувала його лад, умиротворення і прагнула відобразити це у своїх невеликих за розмірами, але щирих роботах. На основі етюду та ескізів, зроблених під час святкових вечорниць в лемківській хаті, Галина створює картину «Аркан»: дерев'яна рублена хата, тьмяно освітлена, попід стінами сидять дівчата й хлопці у вишиванках, виграють музики, а в центрі у обрядовому вихорі кружляють легіні. У всьому відчувається динаміка танцю, енергія молодості, спадкоємність давніх традицій.

### Карпати не відпускають.

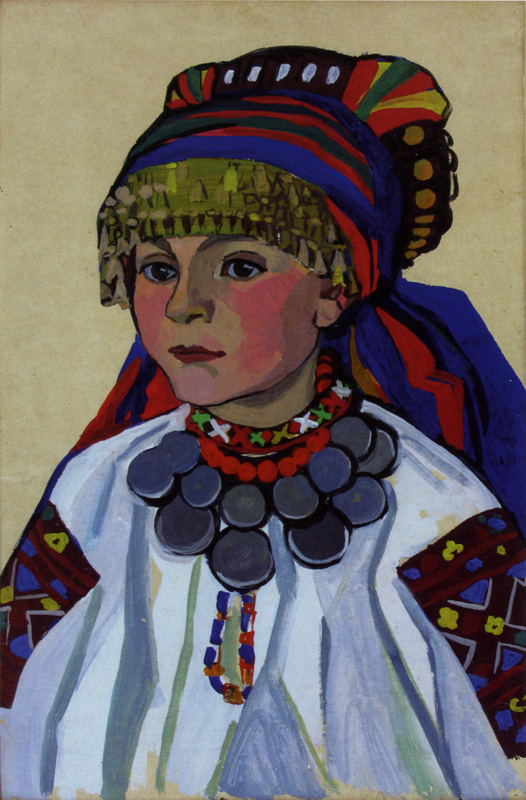
Картини Галини Зубченко

Наступного, 1957 року Галина знову їде в Карпати до села Річка поблизу Косова. Живе в гуцульській родині, тонко відчуваючи, як і раніше, щирість людських очей і непідкупну доброту сердець. І знову з-під її пензля виходять сповнені сонячного світла портрети горян, краєвиди. Юна мисткиня створює й ряд завершених полотен, серед яких «Портрет дівчини з села Річка», краєвид «Верби коло плоту». Побувавши на одному з місцевих свят, вона пише картину «Не було би музик не було би свята». Тут спостерігаємо пошук композиційного вирішення, початок компонування групами. Усе зображення пронизане сонячним промінням, яке розсіюється стовбурами дерев, створюючи своєрідну гру світла й тіней, від чого картина має м'який, ніжно-сріблястий колорит. Як у постановці фігур, так і в колориті відчувається вплив художника Володимира Бондаренка.
Маючи неспокійну, енергійну вдачу, Галина не засиджується довго на одному місці. Вона багато мандрує і зрештою дістається полонини високо в горах, на кордоні з Румунією. Там, у піднебессі, де літують вівчарі, і оселилася молода художниця. Сповнена нових вражень, вона пише серію етюдів: побут вівчарів, гірські пейзажі тощо. Вдень малювала, а увечері сиділа біля ватри в колі гуцулів, жадібно вслухаючись у химерні бувальщини, дивовижні перекази, запальні коломийки… Серед небагатьох картин того часу, які збереглися донині, є робота «Там, де живуть гірські ведмеді». Твори цього літнього періоду написані, як і раніше, в реалістичній манері, хоч і відчувається вже вправніша рука мисткині. Вона глибше обдумує композиції картин, пише широким пастозним мазком; її всеосяжність спрямовується не в ширину, а в глибину', увага фіксується виключно на головному.
Наступного літа Галина Зубченко із Оленою Овчиниковою, студенткою графічного факультету, їде на переддипломну практику. Цього разу її дороги пролягли через Брустори, Космач, Криворівню, Жаб'є та інші карпатські поселення. У Брусторах Галина в творчому натхненні пише портрети господарів хати, де вони з Оленою оселилися: трьох братів-музик, ґаздині Марічки, її дітей. Далі вона примножує свій творчий доробок новими карпатськими типажами («Дівчата з Брусторів» (зберігається в приватній колекції у Філадельфії, США), «Дівчина серед квітів», «Семен Палій» та «Мала княгиня» (зберігаються в приватній колекції в Австралії), краєвидами («Сріблястий вечір», «Сусідська хата» та ін.). На храмових святах вона віднаходить характерні образи горян («Бойко», «Лісоруб з фанкою» та ін.). Щоразу малюнок художниці стає виразнішим, лаконічнішим.

### Диплом і його перипетії
Темою дипломної роботи Галина Зубченко обрала гуцульське весілля. Відтак їй слід було побувати не на одному такому священнодійстві, щоб відчути, а потім відтворити його на полотні. «Гуцульське весілля» велика монументальна картина, одна з центральних у творчості художниці, в яку вона вклала свої духовні надбання за три роки мандрів у Карпатах. Кілька десятків етюдів, замальовок, портретів і краєвидів все це творчо трансформувалося в душі Галини і живописно лягло на полотно.

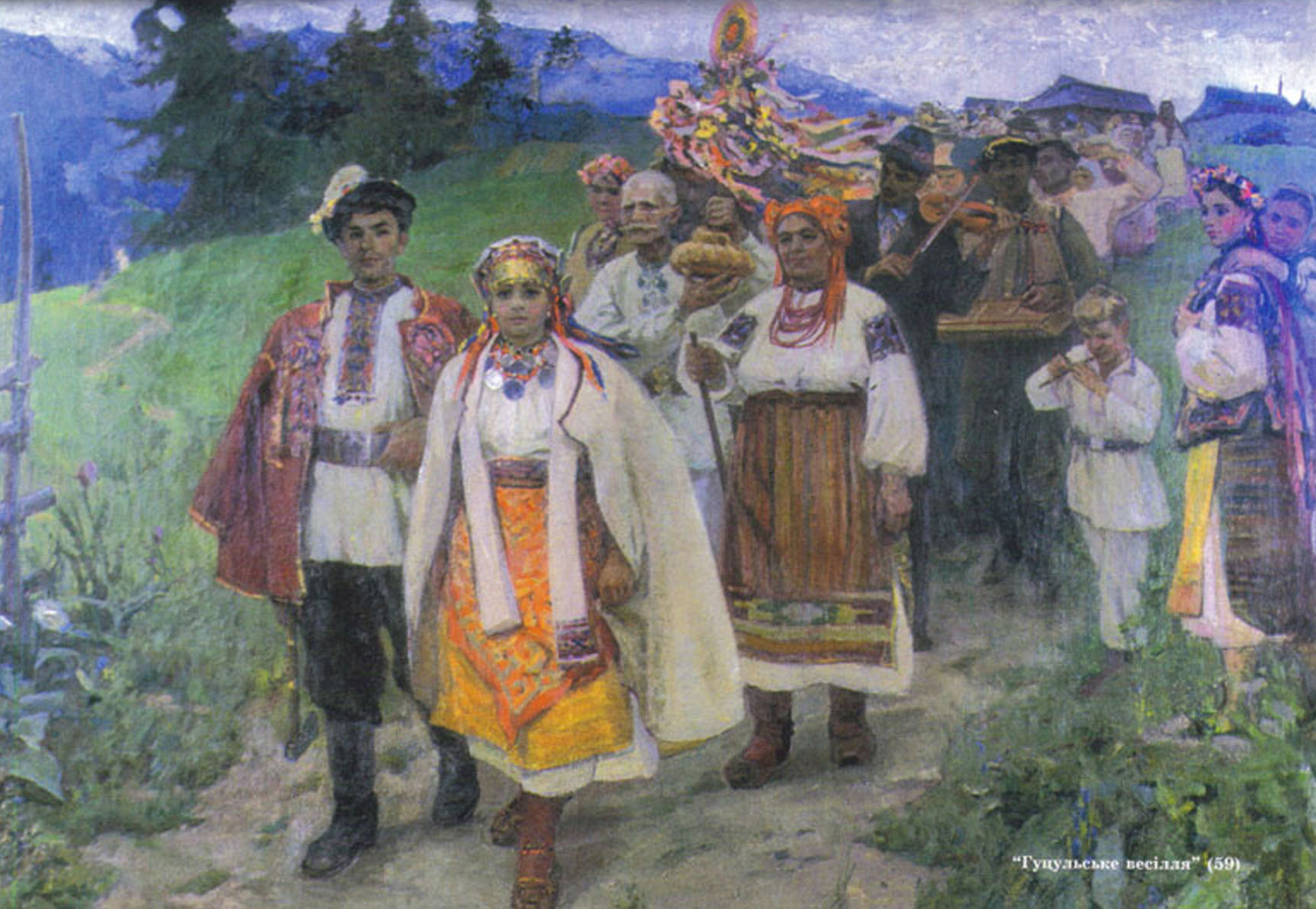
Картини Галини Зубченко

Композиція картини розгортається по діагоналі: дорогою, що спускається вниз, іде весільний поїзд. На передньому плані, немов наближаючись до глядача, величаво ступають молоді князь і княгиня. їхні обличчя шляхетні, зосереджені на дійстві, що відбувається. Майже всі учасники весільної церемонії (окрім військового і скрипаля) вбрані у народні строї. На нареченій біла вишита сорочка, запаски, на плечі накинута біла гугля й намітка. На голові весільний вінок, на грудях разки намиста, на ногах шкіряні постоли. Молодий також вбраний у білу вишиванку, підперезану чересом (поясом), на голові у нього темний капелюх із білою пір'їною, на плечах сердак. Позаду молодят ідуть хрещені батьки (особливо колоритно написана хрещена мати), за ними дружби та дружки із заквітчаним весільним гільцем. Далі музики й гості. Нескінченний потік. Праворуч молода дівчина, яка з сумом проводжає свою нездійснену мрію. Ліву частішу картини займає ретельно і з любов'ю виписаний краєвид: зелена галявина із стежкою, що веде в ліс, далі стрімкі верхівки смерек і плавні хвилясті схили гір на горизонті. На першому плані картини художниця детально прописує траву, каміння, дорогу. І образи людей, і природа все вміло об'єднане колористично й підпорядковане цілісному враженню від картини. Цей твір засвідчує вагомі досягнення Галини Зубченко у стилі реалістичного письма. Але картина не дійшла до глядача в авторському першозадумі. Будучи національно спрямованою, дипломна робота Г. Зубченко зазнала багатьох несправедливих утисків з боку державної комісії, яка давала допуск студентам на захист своїх робіт. Тон критиці завдав сам директор художнього інституту Пащенко, котрий докладав усіх зусиль, щоб захист «Гуцульського весілля» зірвався. То був яскравий прояв совітської реальності. І хоча Олексій Шовкуненко, керівник Галини Зубченко, як тільки міг захищав картину, її все ж довелося не раз переробляти.
Відтак було змінено саму композицію. Зокрема, весільна процесія мала спускатися з крутішої гори («наче з неба») по квітучій зелені, а не йти по дорозі; постаті мали бути більш розгорнуті на площині картини. Галину змусили також включити до композиції постать військового, дівчині праворуч замінити гуцульський головний убір на наддніпрянський вінок, вуса у чоловіка мусили б бути, на їх погляд, закрученими догори, а не опущеними донизу, так само і чоловіча суто гуцульська зачіска «каре» була замінена простою стриженою потилицею. Відтак Галина Зубченко вважає, що порівняно з тим, як вона задумувала, «весілля вийшло бідним». Втім, картина, навіть у тому варіанті, що дійшов до нас, справляє глибоке враження. Примітно, що через багато років, коли виставляли найкращі дипломні роботи випускників Художнього інституту, «Гуцульське весілля» було серед перших. Так розпорядився час. Хотіла вже нині мисткиня переробити це полотно, та передумала, вирішивши залишити все як є, як свідчення тієї епохи.

### І знову Карпати.
Впродовж кількох наступних років (1959–1964) Галина знову приїздить в Карпати і продовжує свою галерею гуцульських образів. 

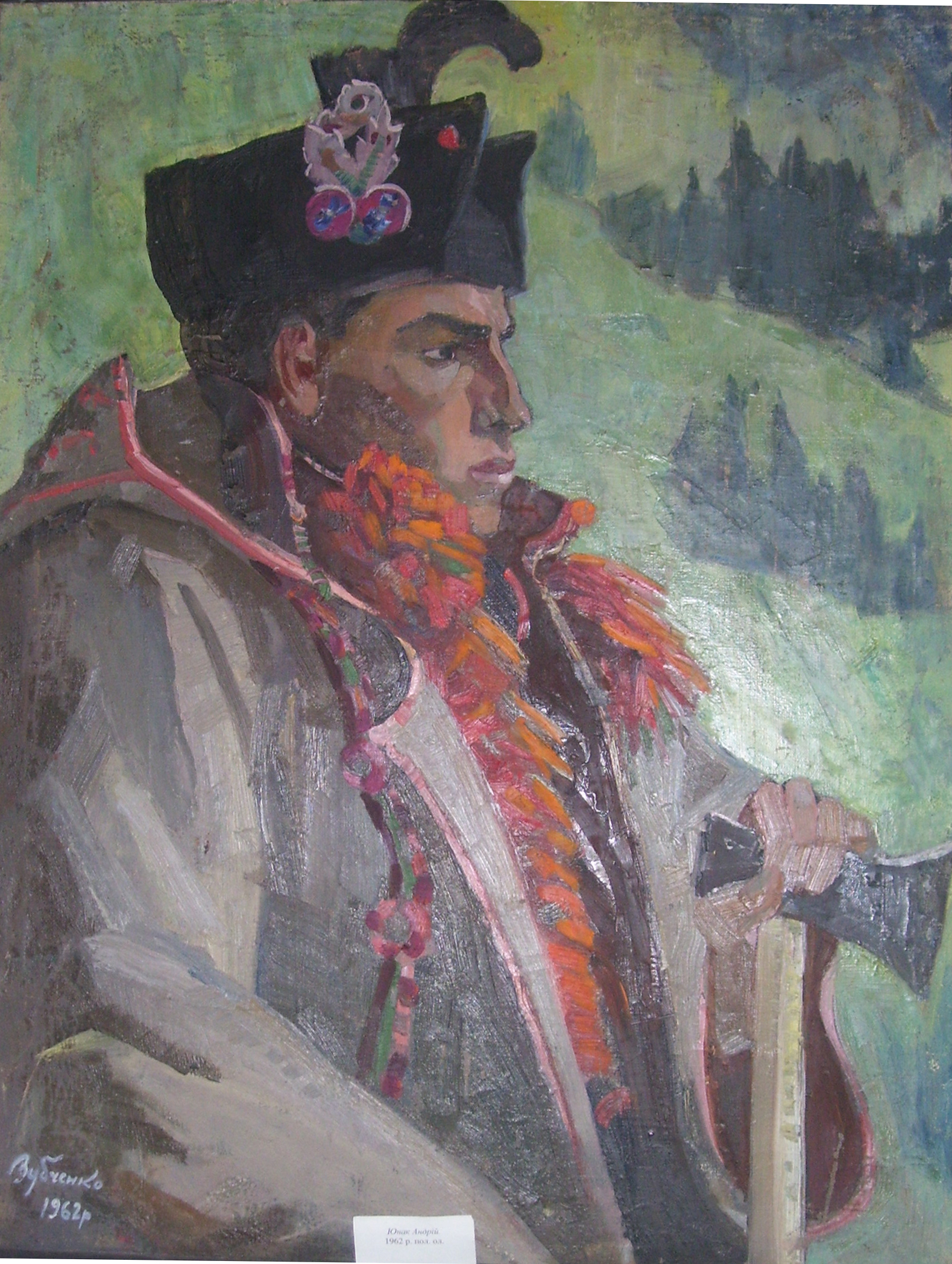
Картини Галини Зубченко

Мисткиню приваблює значимість і виразність етнографічних типів. Для неї очі людини — мірило всіх: цінностей. Маючи тонко розвинену інтуїцію, художниця проникає у внутрішній світ людини. Саме через очі вона віднаходить ту глибину, яку потім відтворює у своїх портретних образах. З гідністю дивляться на нас жінки-красуні з її портретів: «Мойсючка» — жінка у вив'язаній «по-молодицьки» хустці, «Параска-княгиня» — дівчина в чільці й гуглі, «Баба-ворожка» — наче витесана із каменю стара гуцулка в народному строї… Не поступаються їм і чоловічі портрети: «Господар», «Гуцул Микола». «Леґінь» образи сильних, мужніх горян.

Якщо для портретів дорослих характерна більша психологічна загостреність образів, то у дитячих проглядається спокій, ліричність, безпосередність, лагідність, чистота («Васюта», «Васюта з братом», «Чічка»). Здається, що їх 

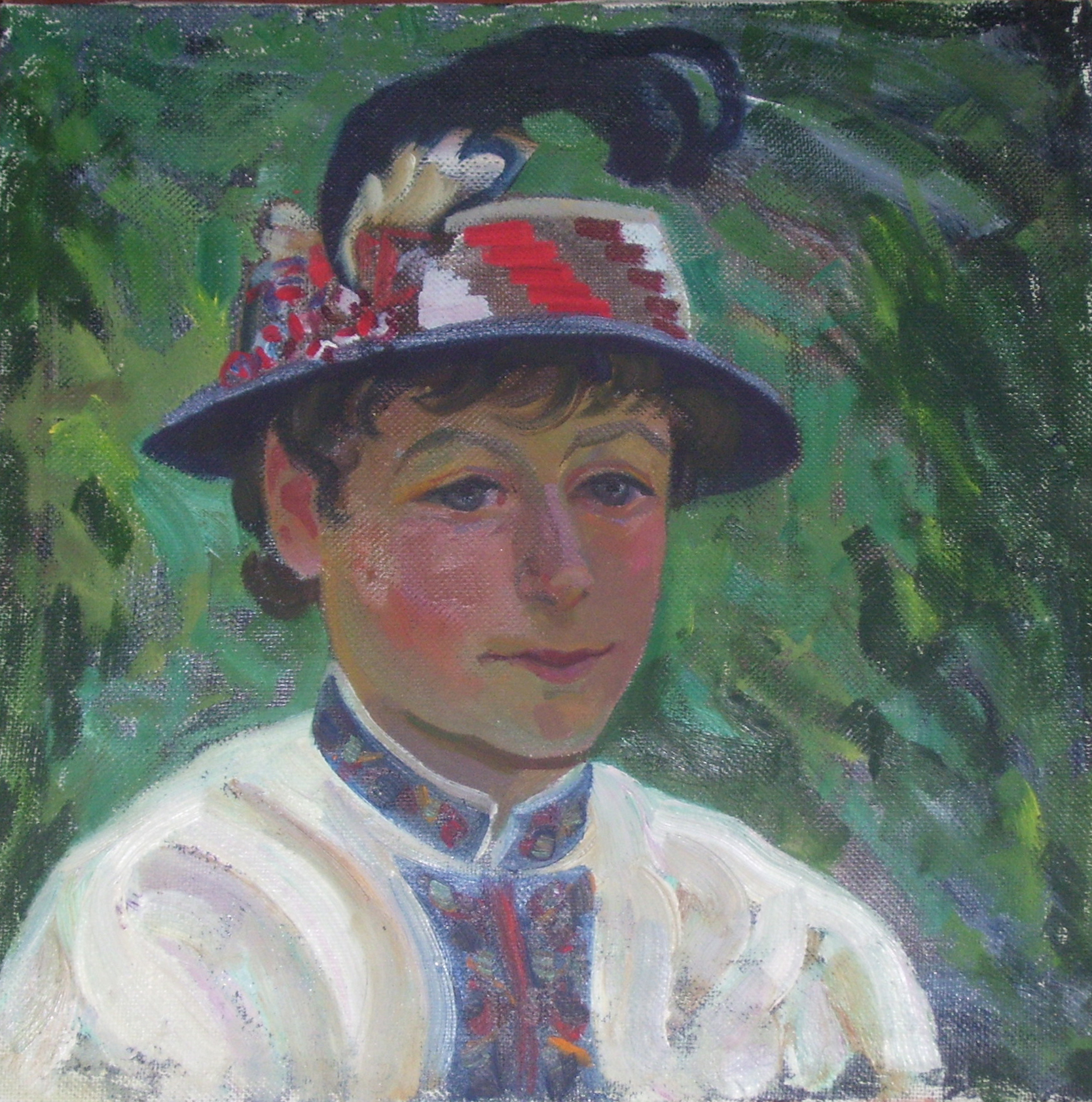
Картини Галини Зубченко

обличчя сяють. Такого враження художниця досягає, відтворюючи світло на обличчях і на поверхні предметів, використовуючи м'які співвідношення тонів і світлових ефектів, як це робили імпресіоністи.
Пейзажі цього періоду найчастіше багатопланові, з глибокою перспективою та м'якою хвилястою лінією обрію, окресленою силуетами гір («Над Черемошем», «Гуляють хмари в Верховині»). Складну світлову режисуру мають осінні краєвиди («Замріяний вечір»). Художниця тонко віднаходить співвідношення холодної темної зелені смерек, теплого золота листя і глибокої синяви неба, що створює своєрідний карпатський колорит. Цікавою у кольоровому вирішенні є картина «А ми до вас по першому снігу». Мажорними акцентами на тлі білого снігу спалахують співзвучні осінньому листю червоні, жовті, оранжеві та коричневі барви вбрання людей, які створюють багатий, святковий колорит. У картині відтворено старий гуцульський звичай побажання щастя сусідам у перший сніговий день, капи традиційно віншують: «Хай до вас прийде добро, як ми до вас по першому снігу!».
У ці ж роки Галина Зубченко веде активний пошук національної форми своєї творчості, і починає перехід від реалістичного до декоративного стилю. Вона прагне оволодіти вільнішою, ближчою до народної, манерою письма. Для цього вивчає твори народного мистецтва, прагне збагнути витоки кольорової гами гуцульських коців (килимів) і вишники, усвідомлюючи, що всі ці співвідношення кольорів взяті людьми з навколишньої природи.

### 60-ті роки. Шістдесятництво.
В 1961 році створюється Клуб творчої молоді під керівництвом Леся Танюка. Дізнавшись про цю подію, Галина разом із своїми друзями художниками-однодумцями Аллою Горською, Надією Світличною, Віктором Зарецьким, Галиною Севрук, Людмилою Семикіною вступає до Клубу. Цей гурт створює у ньому образотворчу секцію, очолену Веніаміном Кушніром. «Ми принесли до Клубу українську мову, спрямували діяльність молодих мистців у національне русло, поставивши одним із його основних завдань відновлення українського народного мистецтва», згадує Г.Зубченко. Вірним другом і правдивим учителем молоді став Іван Макарович Гончар. В його хатньому музеї виховувалося ціле покоління національно свідомих мистців. Галина згадує, що вони з друзями годинами розглядали предмети з його колекції, зразки народного вбрання, кераміки, робити замальовки, які згодом сприяли творенню національно спрямованих художніх робіт. «Вперше потрапила до Івана Гончара десь наприкінці 1950-х років. Враження від музею і від його власника надзвичайне. Це була ознака українства. Пізніше я вже сама водила до Гончарівні тих, хто цього заслуговував: чимало художників пройшло через „горнило“ його школи. Ознайомлення з унікальною збіркою народних скарбів допомагало нам творити своє індивідуальне професійне мистецтво на засадах традиційної народної культури». Спрямовував молодь працювати за принципами народного образотворчого мистецтва і художник Григорій Синиця. Роз'яснюючи закони розвитку народного мистецтва, він вчив віднаходити у своїй творчості національну форму й пластичну мову рідного народу.
В 1965 Галина Олександрівна, як працівник Академії архітектури, отримала замовлення прикрасити школу № 5 у Донецьку. До роботи над ескізами приєдналася Алла Горська. Обсяг роботи був великий: фасадна центральна композиція займала понад 130 м², а вісім бічних — від 10 до 15 м² кожна. Працюючи над ескізами, автори консультувалися з Григорієм Синицею, який потім приєднався до проекту і став його керівником. Брала участь у створенні наступних монументально-декоративних панно: «Космос», «Стихія води», «Вогонь», «Земля», «Шахтарський край» («Прометеї»), «Вітер і верба», «Сонце», «Надра», «Тваринний світ».

### Карпати 80-х та інше.

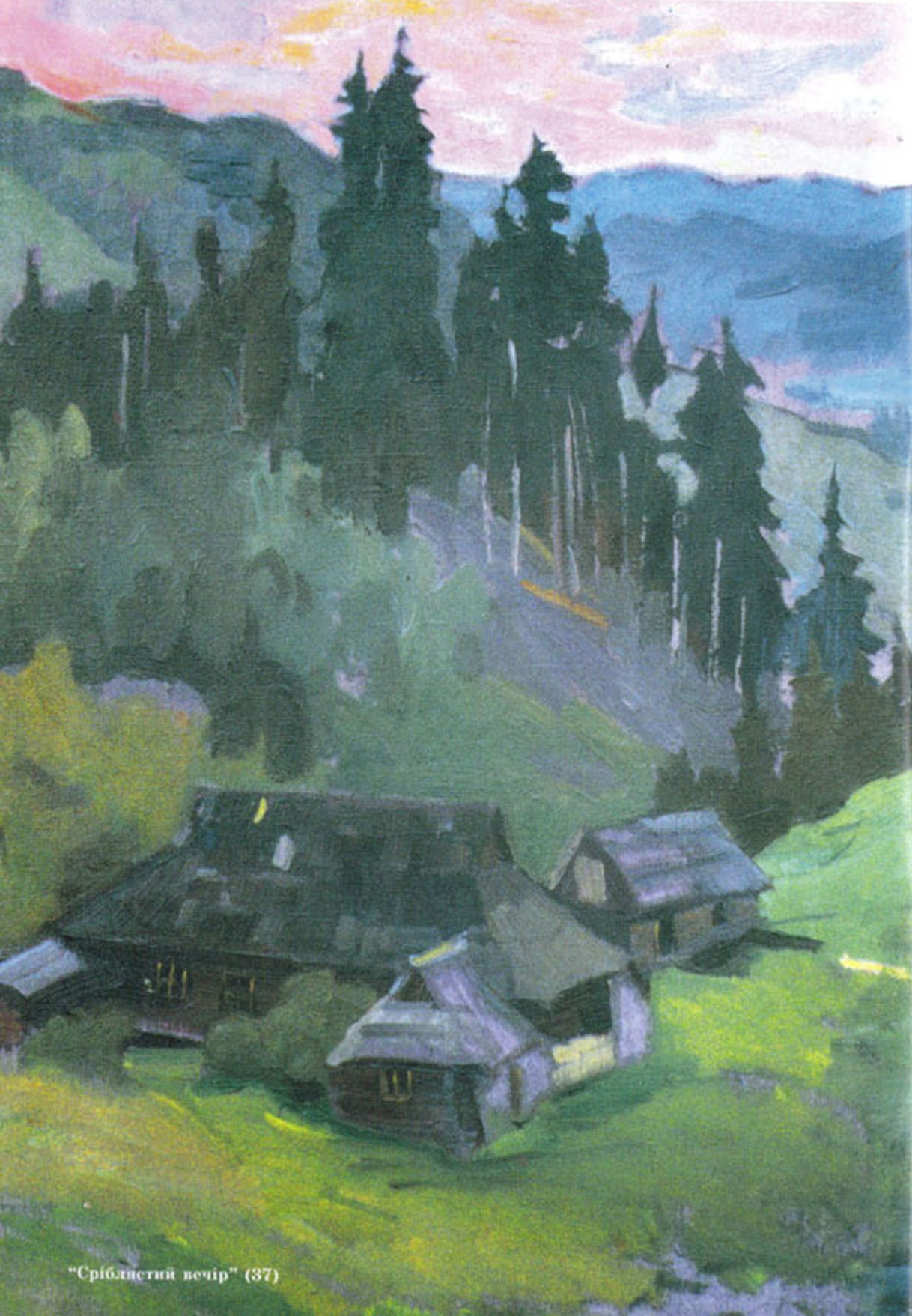
Картини Галини Зубченко

Лише 1985 року, після великої перерви, мисткиня знову повертається до рідних Карпат вже разом із донькою Ярославою. Із болем сприймає зміни, що відбулися в цьому величному краї: змінюється психологія людей, з повсякденного побуту зникає традиційний одяг, все рідше трапляються давні дерев'яні хати. Лише гори залишилися незмінно прекрасними, як вічні вартові первозданної гармонії. Тому й пише художниця їх з особливим трепетом і любов'ю. Її картини «Останній промінь». «Хутір Рогатинюків» — не просто документально відтворені краєвиди. Це монументально-епічні полотна, узагальнені образи Карпат. Галина з великою майстерністю передає величну статику гірських масивів і водночас безперервний динамічний рух хмар у небі. Такий контраст підсилюється опозиційністю теплих і холодних кольорів, що дає відчуття драматичної напруги. У написанні портретів, як і раніше, художниця надає перевагу дитячим і жіночим образам. Портрети «Ганнуся в перештці», «Ярослава-княгиня», «Несу грушки ще й сливки» це ліричний відгомін романтичної країни її юності. А портрет Явдохи Мітчел є узагальненим образом карпатської горянки.

### Підсумок.
Збагатившись досвідом творчості в монументально-декоративному мистецтві, Галина Зубченко привнесла нову хвилю в свої станкові роботи. Стиль її малярства це своєрідний синтез реалістичного й декоративного письма через філософське осмислення вічної діалектики буття.
|  | Підсумовуючи творчий доробок Галини Зубченко та узагальнюючи життєвий шлях мисткині, можна з певністю сказати, що її ім'я стоїть поруч з іменами видатних мистців України Ф.Кричевського. І.Їжакевича, О.Куриласа, О.Кульчицької. Ф.Манайла, В.Бондаренка та інших. А живописний цикл «Українські Карпати» став золотою сторінкою культурно-мистецького літопису України.. |